# Cazuza
Agenor de Miranda Araújo Neto, más conocido como Cazuza (Río de Janeiro, 4 de abril de 1958-Río de Janeiro, 7 de julio de 1990) fue un cantante y letrista de rock brasileño.

## Biografía
Hijo único del productor fonográfico João Araújo y de la cantante Maria Lúcia Araújo, Cazuza siempre tuvo contacto con la música y la literatura. Influenciado desde pequeño por los fuertes valores de la música brasileña, prefería los temas dramáticos y melancólicas, como los de Cartola, Lupicínio Rodrigues, Dolores Duran y Maysa. Comenzó a escribir letras y poemas alrededor del año 1965. 
En 1974, en unas vacaciones en Londres, conoció la música de Led Zeppelin, Janis Joplin y de The Rolling Stones, grupo del que se convirtió en fan. Aficionado a la fotografía, Cazuza ingresó a la universidad en 1978, pero abandonó su carrera de Periodismo apenas tres semanas después para trabajar con su padre en Som Livre. Luego fue a San Francisco, donde tuvo contacto con la literatura norteamericana, que más tarde influiría mucho en su carrera. Ganó el premio a mejor cantante de rock de 1979 en Mónaco.
En 1980, volvió a Río de Janeiro, donde trabajó como fotógrafo e incursionó en la actuación con el grupo teatral Asdrúbal Trouxe o Trombone y fue un asiduo del legendario Circo Voador. Allí, fue observado por el entonces novato cantautor Léo Jaime, quien lo presentó a una banda de rock que buscaba un vocalista, Barão Vermelho. Con Barão Vermelho, banda híbrida entre un desenfadado rocanrol y los nuevos aires new wave, cosechó rápidamente el éxito con temas como «Bete Balanço» y «Todo Amor Que Houver Nessa Vida», y publicarían tres exitosos álbumes. En 1985, se presentó en el primer festival Rock in Rio con Barão Vermelho. Un poco antes, Caetano Veloso había declarado proféticamente que Cazuza era el gran poeta de su generación, precipitando su deseo de dejar la banda con el fin de obtener más libertad para componer y expresarse tanto musical como poéticamente.
Luego de su ida de la banda, la carrera solista de Cazuza tuvo más éxito del que había obtenido con su exbanda y supuso una evolución con respecto a esta. Su propuesta musical se enriqueció y volvió más ecléctica, aunque mantuvo elementos característicos de Barão Vermelho, como en «Blues da Piedade», «Só as mães são felizes» y «Balada da Esplanada», este último basado en un poema homónimo de Oswald de Andrade. Cazuza consiguió el difícil equilibrio entre un sonido pop y letras de alto vuelo, siendo (junto con el también carioca Renato Russo) los dos grandes letristas pospunk de Brasil. Sus letras mantuvieron el alto nivel, a veces intimidante, como en «Só se for a Dois». También versionó a otros representantes de la música popular brasileña (MPB), con interpretaciones como «O Mundo é um Moinho» (Cartola), «Cavalos Calados» (Raul Seixas) y «Esse Cara» (Caetano Veloso). 
Las canciones «Exagerado», «O Tempo não Pára» e «Ideología» fueron algunos de sus grandes éxitos, que lo convirtieron en un ícono y una gran influencia para los músicos brasileños posteriores, y en una figura que poco a poco comenzó a ser descubierta por músicos de otros rincones de América del Sur, como Pedro Aznar, Gabriel o Pensador, Bersuit Vergarabat, Lucinha Araújo, entre otros.
En 1989, admitió públicamente ser portador de VIH y lanzó su cuarto y último álbum: Burguesia, disco doble en el queda de manifiesto tanto su precario estado de salud como su indoblegable talento. Cazuza era abiertamente bisexual, pero no estaba activo en el movimiento LGBT. Sin embargo, su franqueza acerca de ser una persona con VIH/sida ayudó a cambiar las percepciones y actitudes públicas sobre la prevención y el tratamiento de esta enfermedad.
El 7 de julio de 1990, falleció de un choque séptico a causa del sida en Río de Janeiro a la edad de 32 años. Fue enterrado en el cementerio São João Batista, en Río de Janeiro. La madre de Cazuza creó Sociedade Viva Cazuza, una organización benéfica que patrocina la prevención del sida y proporciona un hogar para niños con VIH.

## Información adicional
Dos características fundamentales de su obra, especialmente en su etapa como solista, fueron:
- Una postura activa frente a la vida, no apenas viviendo, describiendo y sufriendo con los hechos que pasaban en su vida personal, sino también haciéndoles frente (en contraste con varios artistas del mismo período con un espíritu más romántico), fuesen acontecimientos sentimentales (Obrigado, O Mundo é um Moinho, Exagerado) o políticos (Burguesía).
- Intimismo e individualismo, en el sentido de no expresarse en función de o considerando las opiniones ajenas a su entorno, sino sobre las bases de sus creencias, deseos e impresiones y escribiendo en un lenguaje coloquial que generaba cierta intimidad entre el cantante y sus seguidores.

- En 2004, se lanzó la película biográfica Cazuza - O tempo não pára, dirigida por Sandra Werneck, cinta introductoria a la vida y obra del artista.

- En el año 1992, una emergente banda de rock argentino, llamada Bersuit Vergarabat, realizaría una adaptación en español de «O Tempo não Pára»; titulada «El tiempo no para», en su álbum debut, Y punto, que sería editado en ese mismo año y se convertiría en un gran éxito, siendo constantemente tocada en vivo. En los recitales, Gustavo Cordera (excantante de la banda) solía cantar algunas frases en el portugués original.

## Artistas que lo influyeron
Entre los diversos artistas relacionados con Cazuza, pueden mencionarse a Simone, Léo Jaime, Lobão —tanto por la amistad entre ambos como la mutua influencia de sus respectivos bagajes musicales—, Arnaldo Antunes, Renato Russo y Rita Lee. Del ámbito angloparlante, Cazuza siempre mencionó como su principal influencia a Janis Joplin, llegando a decir «Janis y Jimmy Hendrix son los verdaderos exagerados...».

## Discografía

### Con Barão Vermelho
- 1982: Barão Vermelho
- 1983: Barão Vermelho 2
- 1984: Maior Abandonado

### Solista
- 1985: Cazuza (álbum de «Exagerado»)
- 1987: Só se For a Dois
- 1988: Ideología
- 1988: O Tempo Não Pára (en vivo)
- 1989: Burguesía
- 1991: Por aí (póstumo)

## Filmografía
- Bete Balanço (1984)
- Um Trem para as Estrelas (1987)
- Cazuza - O tempo não pára (2004)